# Берегово-Сиресівське сільське поселення
Бе́регово-Сире́сівське сільське поселення (рос. Берегово-Сыресевское сельское поселение) — муніципальне утворення у складі Ічалківського району Мордовії, Росія. Адміністративний центр — село Берегові Сиресі.

## Історія
Станом на 2002 рік існували Берегово-Сиресівська сільська рада (села Берегові Сиресі, Папулево, Селищі, селище Барахманське Лісничество), Болдасевська сільська рада (село Болдасево, селища Камчатка, Ташкіно) та Тархановська сільська рада (села Ведянці, Тарханово, селища Інелей, Красний Яр, Петровка, Сосновка).
Селище Красний Яр було ліквідоване 2007 року.
27 листопада 2008 року було ліквідовано Болдасевське сільське поселення, його територія увійшла до складу Берегово-Сиресівського сільського поселення.
17 травня 2018 року було ліквідовано Тархановське сільське поселення, його територія увійшла до складу Берегово-Сиресівське сільського поселення.

## Населення
Населення — 1546 осіб (2019, 2039 у 2010, 2484 у 2002).

## Склад
До складу поселення входять такі населені пункти:
| Населений пункт                  | Населення, осіб (2002) | Населення, осіб (2010) |
| -------------------------------- | ---------------------- | ---------------------- |
| Барахманське лісничество, селище | 44                     | 18                     |
| Берегові Сиресі, село            | 309                    | 294                    |
| Болдасево, село                  | 286                    | 204                    |
| Ведянці, село                    | 200                    | 155                    |
| Інелей, селище                   | 226                    | 198                    |
| Камчатка, селище                 | 6                      | 4                      |
| Красний Яр, селище               | 9                      | -                      |
| Папулево, присілок               | 467                    | 396                    |
| Петровка, селище                 | 0                      | -                      |
| Селищі, село                     | 491                    | 429                    |
| Сосновка, селище                 | 72                     | 14                     |
| Тарханово, село                  | 371                    | 316                    |
| Ташкіно, селище                  | 3                      | 11                     |